# Loddon (Royaume-Uni)
Pour les articles homonymes, voir Loddon.
Loddon est une petite ville de marché et une paroisse civile du Norfolk, en Angleterre. Elle est située dans le sud-est du comté, à une vingtaine de kilomètres au sud-est de la ville de Norwich. Elle est traversée par la Chet (en), un affluent de la Yare. Administrativement, elle relève du district de South Norfolk. Au recensement de 2011, elle comptait 2 648 habitants.

## Étymologie
Loddon est un nom de rivière d'origine celtique, qui pourrait signifier « ruisseau boueux », en référence à la Chet. En tant que nom de ville, il est attesté sous la forme Lodne en 1043, puis Lotna dans le Domesday Book, à la fin du XIe siècle.